# 베르길리우스
푸블리우스 베르길리우스 마로(라틴어: Publius Vergilius Maro 푸블리우스 웨르길리우스 마로[*], 영어: Vergil or Virgil 버질[*], 기원전 70년 10월 15일 - 기원전 19년 9월 21일)는 로마의 국가 서사시 《아이네이스》의 저자이다. 로마의 시성이라 불릴 만큼 뛰어난 시인으로 이후 전유럽의 시성으로 추앙되며 단테가 저승의 안내자로 선정할 만큼 위대한 시인이었다.
"만토바의 시성"이라고도 불리는 베르길리우스는 기원전 70년 10월 15일 현 롬바르디아에 위치한 안데스에서 태어나, 기원전 19년 9월 21일 브린디시에서 사망한 라틴어 시인으로, 로마 공화국 말기와 아우구스티누스 황제 치세 초반의 인물이다.
베르길리우스의 작품, 특히 문체에 있어 각각의 전형을 보여주는 세 걸작들(귀족적인 아이네이스, 서민적인 목가, 중간적인 농경시)은 라틴어와 라틴문학의 본질을 보여준 것으로 평가받는다. 그의 작품은 유럽 작가들, 특히 고전주의의 옹호자들로 하여금 세대에 걸쳐 미학적 이상의 기준을 주었다.

## 생애
이탈리아의 포강 중류의 만투아(Mantua, 현재 만토바 Mantova) 근교의 안데스(Andes)에서 태어났다 (출생시 집정관 폼페이우스 마그누스, 리키니우스 크라수스). 그의 고향은 당시 로마의 행정구역인 갈리아 키살피나(Gallia cisalpina 갈리아 알프스 이쪽 지역, 즉 이탈리아 북부)로서 그의 부모는 서민 출신으로서, 아버지는 농부이자 도자기굽는 일에 종사하였다고 한다. 그의 어머니 마기아 폴라(Magia Polla)는 베르길리우스를 낳기 전에 월계수가 울창하게 자라는 태몽꿈을 꾸었다고 전해진다. 이 꿈과 관련하여 그의 이름 Vergilius는 라틴어의 virga (어린나무)에서, 그리고 여기서 기원후 5세기를 전후로 Virgilius라는 명칭이 (현재 영어나 프랑스어의 표기) 사용되기 시작한 것으로 여겨진다.
기원전 59년에서 53년까지 베르길리우스는 고향에서 초등교육을 받은 후, 메디올라눔(Mediolanum, 현재 밀라노)로 가 웅변술과 여러 학문들을 배운다. 기원전 54년에 로마로 이주하여 본격적으로 웅변술을 배운 후, 실지로 소송 사건의 변론을 맡아 법정에서 활약을 하지만 그리 주목을 받지 못한 것으로 알려져 있다. 이와 같은 사실과, 워낙 수줍음이 많은 천성이었던 베르길리우스는 정계 데뷰를 포기하고 젊은 문학자들과 잦은 교류를 통해 에피쿠로스 철학을 접하게 되고, 이후 문학에 정진할 것을 다짐한다. 기원후 52년 로마를 떠나 나폴리로 가서 시로가 주도하던 에피쿠로스학파에 들어가 약 3-4년간 생활을 하면서 고대 그리스 철학을 깊이 배우게 된다.
시를 써서 이름을 떨치게 되었을 때 아우구스투스 황제를 알게 되어, 일생 동안 황제의 도움을 받았다. 이후 《농경시》(Georgica)등을 아우구스투스에게 직접 낭송하기도 한 그는, 아우구스투스가 로마의 건국을 다룬 작품을 써 보라고 권하자 그에 응하여 《아이네이스》(Aineis)를 쓴 것으로 알려지고 있다. 죽기 전의 11년 동안 썼는데, 완성하지 못하고 죽었다. 이 시는 세계 문학사상 가장 뛰어난 서사시중 하나로 평가되고 있으며, 호메로스 서사시의 구조를 바탕으로 하여 집필하였다. 또한, 단테의 <신곡>에서 지옥의 안내자로 등장하기도 한다.
작품집으로 《농경시》,《목가》,《아이네이스》 등이 있다.

## 관련 문헌

### 저서
- Vergilii Maronis Opera, 편집 R.A.B. Mynors, 1972 Oxford (자주 재판).

참고서적 : 단테 클럽 미국의 단테협회의 전신이다. 같은 이름의 역사 추리 소설이 나와 한국어로도 번역되었다.

### 번역본
- 베르길리우스 저, 천병희 역, 아이네이스, 숲, 2004(초판)/2007(개정판)